# Биг И
Етор Илън (роден на 1 март 1986 г.), по-добре познат с бившето си име на ринга Биг И Ленгстън и с настоящото си име Биг И, е професионален американски кечист.
Работи за Световната федерация по кеч, бил е интерконтинентален шампион. Той е също шампион по пауърлифтинг (силов трибой).

## В кеча
- Гръбнакотрошачи
- Цамбурване със засилка
- Копие през второто въже на пода на опонент, който е до въжетата

Мениджъри
- Ей Джей Лий
- Долф Зиглър
- Екзейвиър Удс

Прякори
- Господаря на Отброяването до Пет

Интро песни
- I Need Five от Джим Джонстън (22 април 2013 г. – 18 ноември 2013 г.)
- Three Ain't Enough от Джим Джонстън (след 18 ноември 2013 г.)

## Титли и постижения
- WWE шампион (1 път)
- Интерконтинентален шампион (2 пъти)
- Отборен шампион на Първична сила (2 пъти) – с Кофи Кингстън и Ксавиер Уудс
- Отборен шампион на Разбиване (6 пъти) – с Кофи Кингстън и Ксавиер Уудс
- NXT шампион (1 път)
- Договора в куфарчето (2021)